# Мамба Джеймсона
Мамба Джеймсона (лат. Dendroaspis jamesoni) — вид ядовитых змей из семейства аспидов. Видовое название дано, вероятно, в честь Роберта Джеймсона (1774—1854), профессора естествознания в Эдинбурге. Это достаточно крупная и быстрая змея, обитающая преимущественно в западной и центральной частях Африки.

## Описание
Взрослые особи достигают длины от 1,5 до 2,5 м. Тело длинное, стройное и немного сплюснутое. По внешнему виду и окрасу мамба Джеймсона схожа с зелёной мамбой. Окрас от желтоватого до зелёного, часто встречается жёлтый хвост. Голова вытянутая, узкая и слабо отделяемая от шеи. Глаза среднего размера с круглыми зрачками. Хвост составляет 20—30 % от общей длины тела.
Встречается и в дождевых лесах, и в сухом редколесье. Активна обычно днём. Мамба Джеймсона большую часть времени проводит на деревьях, спускаясь на землю лишь для охоты. Преследуя жертву или спасаясь бегством, змея способна развивать большую скорость и быстро взбираться на деревья. Мамба Джеймсона очень легко раздражается, почувствовав опасность, становится крайне агрессивной: поднимает голову высоко над землёй, громко шипит и многократно кидается на угрозу.
Питается птицами, грызунами, летучими мышами, лягушками и мелкими ящерицами. Жертва умерщвляется ядовитым укусом. Яд мамбы Джеймсона состоит из нейротоксинов, блокирующих деятельность нервной и дыхательной систем жертвы. В яде могут присутствовать гемотоксины и миотоксины. Количество яда, выделяемое за один укус, равно 80 мг, хотя некоторые особи способны впрыснуть до 120 мг. Без должной медицинской помощи смерть человека от укуса мамбы Джеймсона наступает через 0,5—3 часа.